# Mikvé Israël-Emanuelsynagoge
De Mikvé Israël-Emanuelsynagoge ((he) : בית הכנסת מקווה ישראל-עמנואל) in Willemstad (Curaçao) is de oudste nog in gebruik zijnde synagoge op het Amerikaanse continent. De houten synagoge uit 1732, ook bekend als de Snoa (kort voor esnoga, een oud Portugees woord voor synagoge), is een belangrijke toeristische bezienswaardigheid in Curaçao.
De synagoge heeft een binnenplaats, azuurblauwe glas-in-loodramen en een mahoniehouten Heilige Ark. De vloer is bedekt met zand, om de volgende drie redenen: de synagoge is vormgegeven naar het voorbeeld van het kamp in de Sinaïwoestijn tijdens de uittocht uit Egypte naar het Beloofde Land; het herinnert gemeenteleden eraan "hoe Joodse voorouders op het Iberisch schiereiland hun vloeren van hun geïmproviseerde gebedshuizen met zand bedekten, zodat hun voetstappen zouden worden gedempt", en het symboliseert dat God tegen Abraham zei "Ik zal uw zaad vermenigvuldigen als de sterren des hemels en het zand dat aan de oever van de zee is".
De synagoge is gebouwd onder leiding van Pieter Roggenburg en de Amsterdamse meestertimmerman Hendrik Schielagh. Door de drie hoge gewelfde plafonds, de Heilige Ark en de preekstoel, de galerijen, de terrassen en de kroonluchters, toont het interieur een duidelijke gelijkenis met de Portugese Synagoge in Amsterdam. In de synagoge staat het enige orgel ter wereld dat in een orthodoxe synagoge staat en daar tijdens de diensten gebruikt wordt.
Aan de synagoge is het Joods Cultureel Historisch Museum verbonden. De collectie omvat onder meer replica's van grafstenen van de joodse begraafplaats Beit Chaim Bleinheim in Curaçao, de oudste nog in gebruik zijnde Joodse begraafplaats op het westelijk halfrond.
De Joodse gemeente Mikvé Israël dateert uit de jaren 1650, en bestond uit Spaanse en Portugese Joden die vanuit Nederland en Brazilië naar Curaçao emigreerden. In de negentiende eeuw ontstond Emanu-El, een liberale afsplitsing van de gemeente, die samenkwam in de gelijknamige Tempel Emanu-el aan het Wilhelminaplein. De twee gemeenten werden in 1964 weer samengevoegd tot de huidige gemeente. Deze is tegenwoordig verbonden aan het Reconstructionistisch jodendom. Het eerste synagogegebouw werd aangekocht in 1674. Het huidige gebouw dateert uit 1730.

## Afbeeldingen

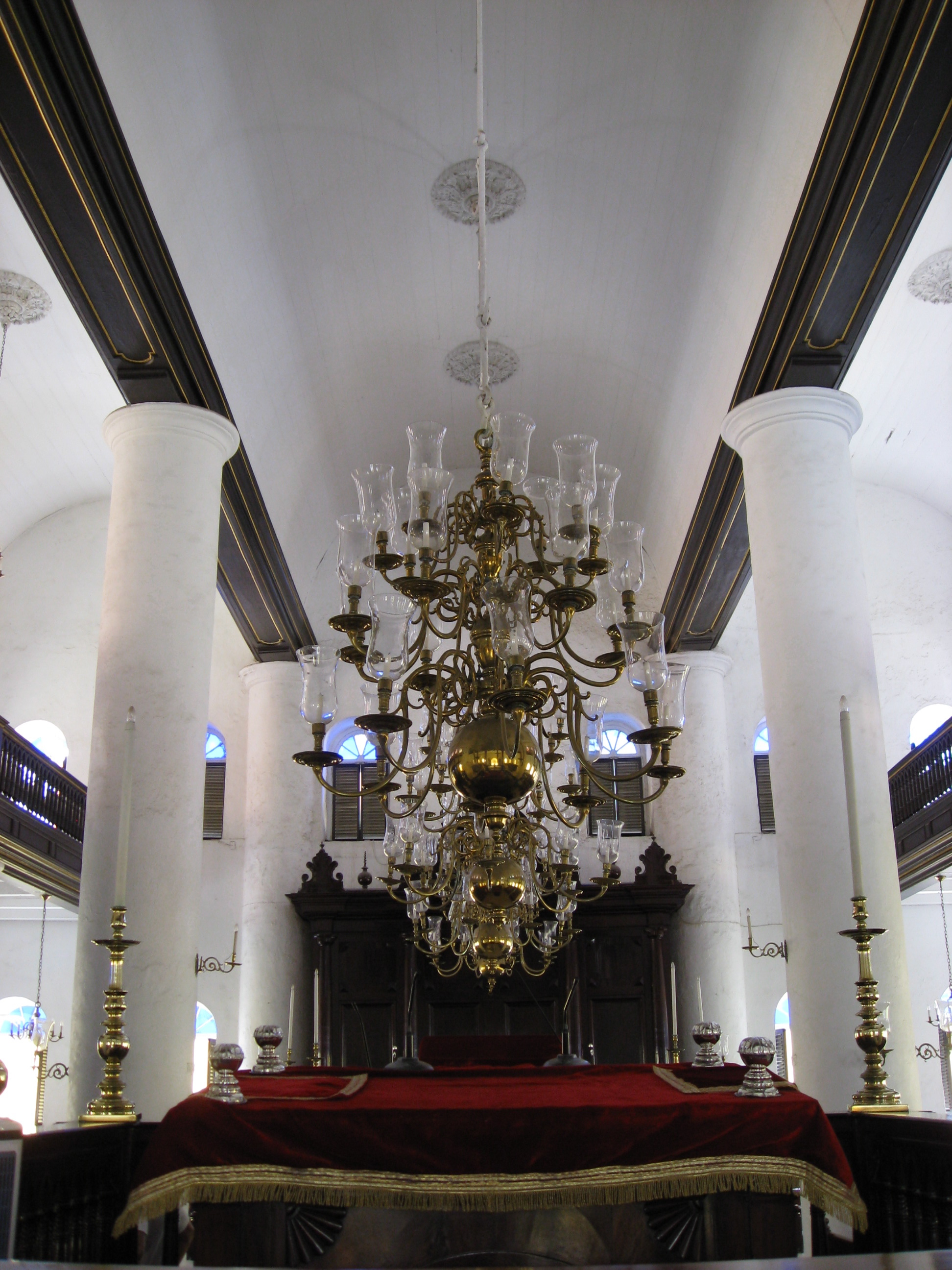
Heiligdom met mahoniehouten bemah
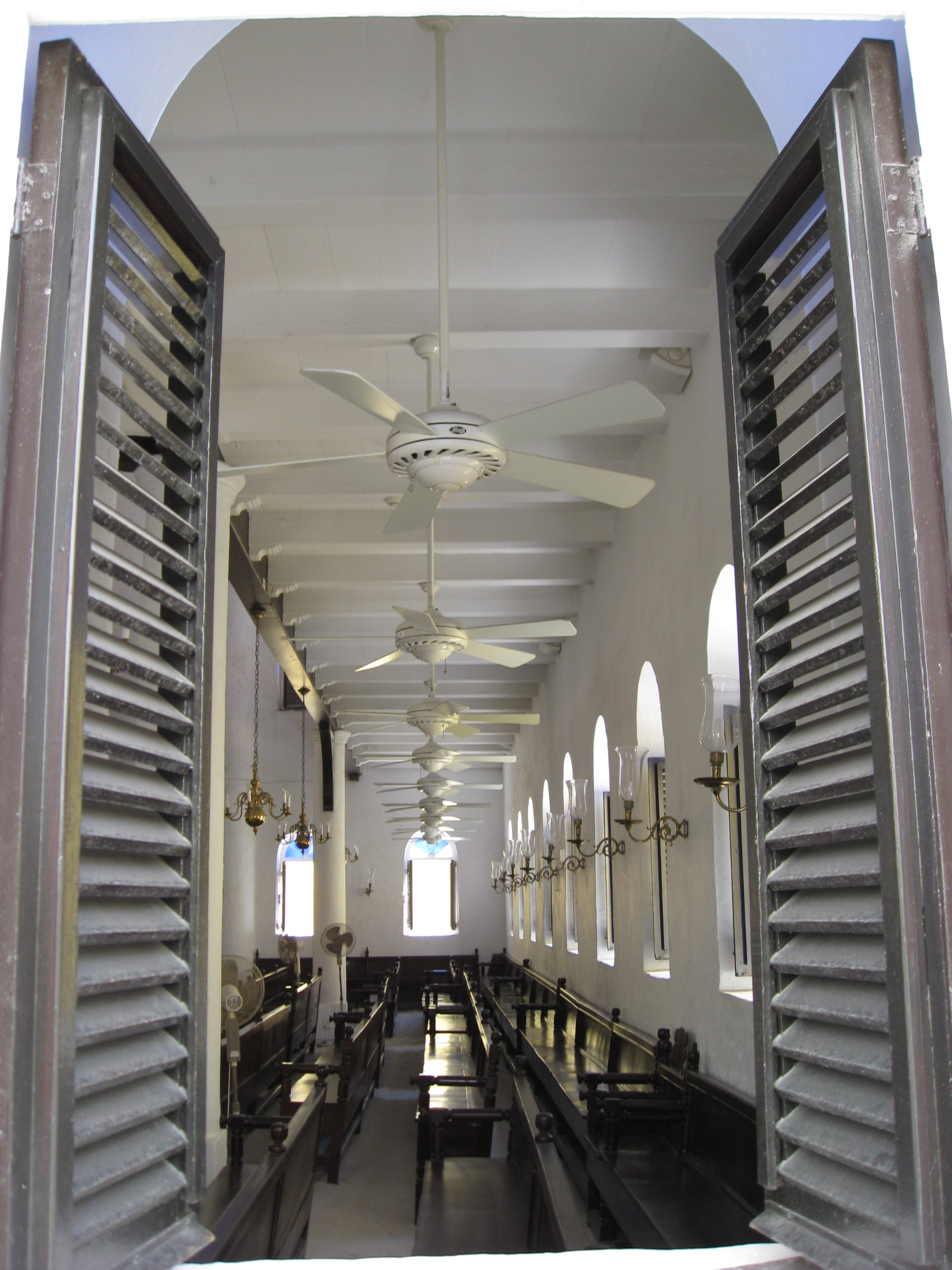
Luiken voor de ramen
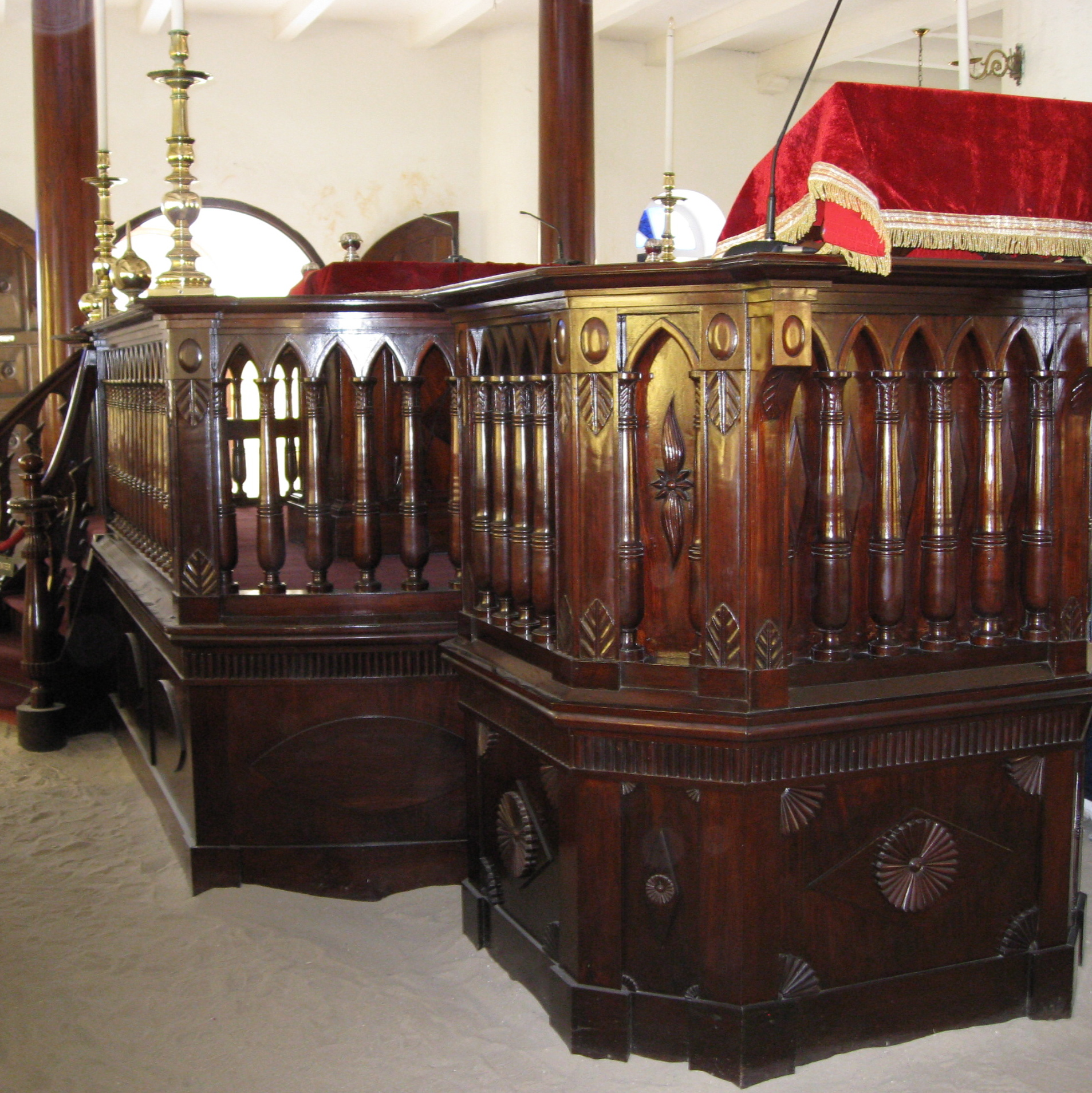
Mahoniehouten bemah op de zandvloer
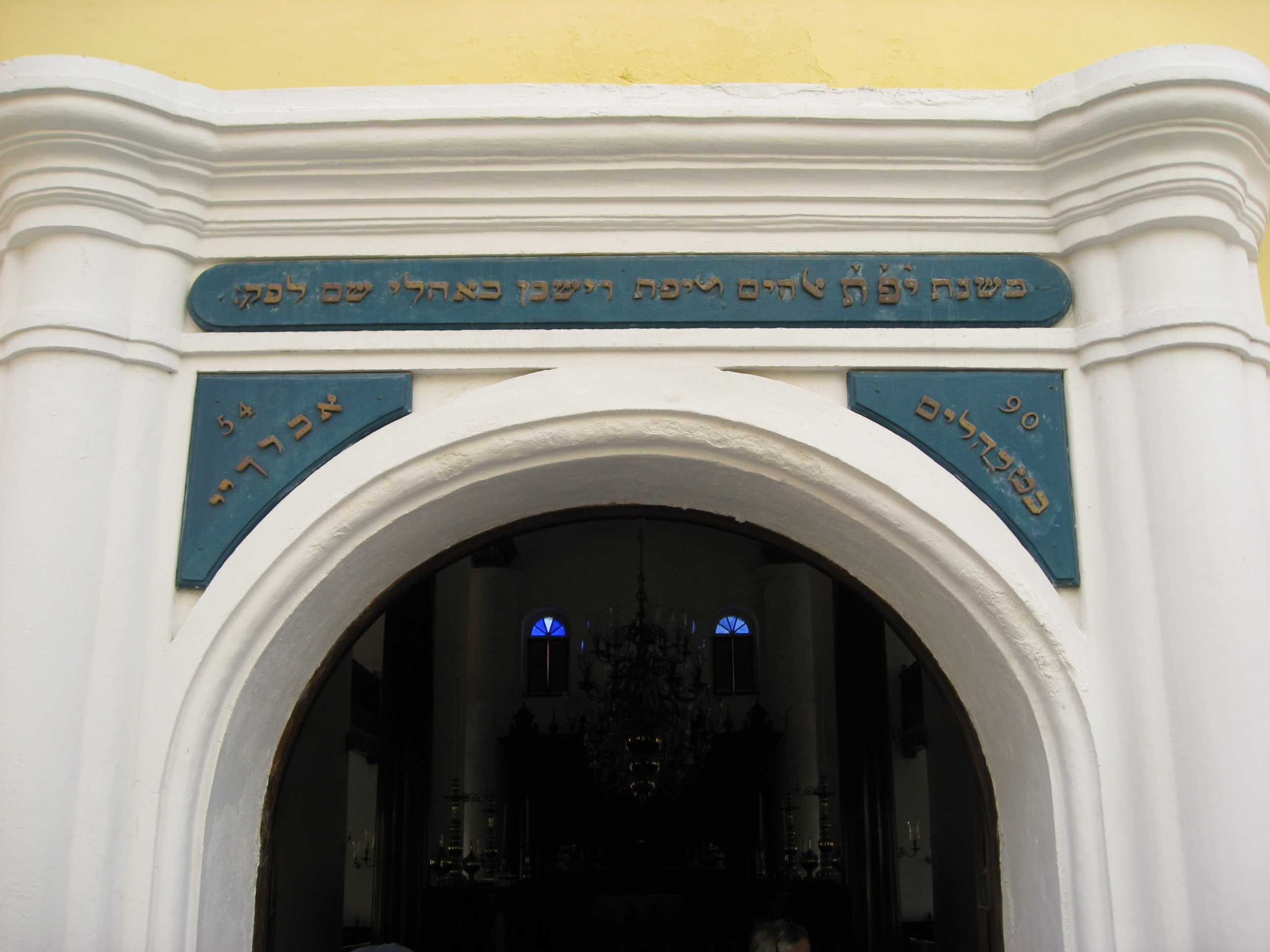
Westelijke gevel met Hebreeuwse inscripties boven de ingang
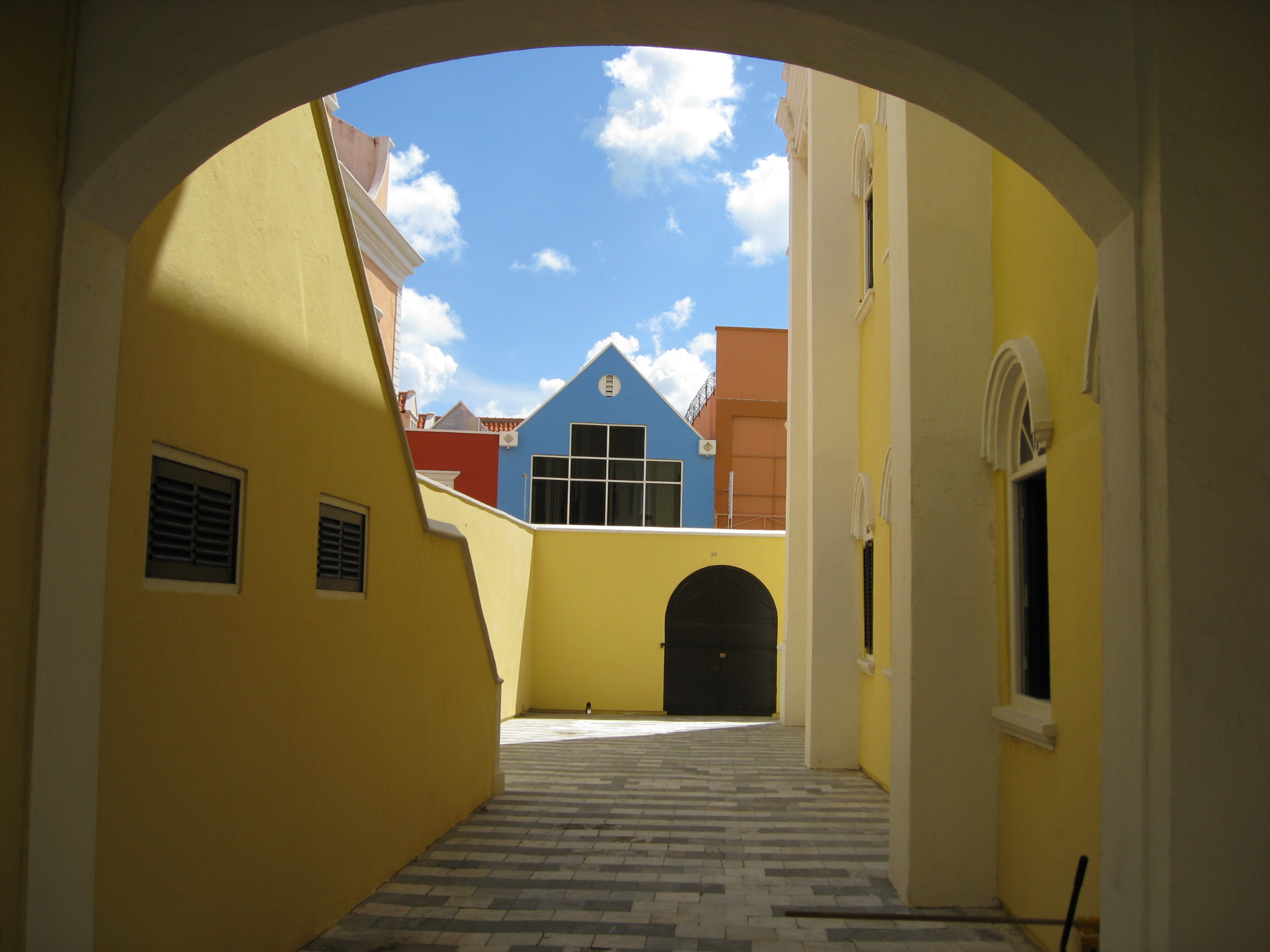
Uitzicht vanuit de binnenplaats naar buiten